# Dissoptera maritima
Dissoptera maritima är en tvåvingeart som beskrevs av Hull 1929. Dissoptera maritima ingår i släktet Dissoptera och familjen blomflugor.
Artens utbredningsområde är Amerikanska Samoa. Inga underarter finns listade i Catalogue of Life.